# 污染者自付原則
環境法學中規定污染者自負原則（英語：polluter pays principle，簡稱PPP），即造成污染的一方應對自然環境導致的損害擔負賠償責任，而這項原則也被用來要求預防污染的成本應由污染者負擔。 此原則被視為一種區域性習俗，因為它已獲得大多數經合組織（OECD）和歐盟成員國家大力支持，且具有堅實的經濟學理論基礎。此原則也是美國環境法中的一項基本元素。

## 歷史依據
法國環境史學者讓-巴蒂斯特·弗雷索（生於1977年）認為經濟補償（當時未有"污染者自負原則"這種表達）已是19世紀工業界所青睞的污染治理原則。他寫道："此原則現在被當作一種新的解決方案，實際上它是伴隨工業化進展而來，同時也是製造商自己定下的。"
而到現代，經濟學理論也為持續遵守污染者付費原則所提供科學上的支持。為將帕雷托效率（義大利社會學家維弗雷多·帕雷托所提出）最大化，必須滿足的一個條件是將所有決策成本，例如污染決策所造成的危害分配給做決策者，設法將所有的外部性排除。

## 於環境法的應用

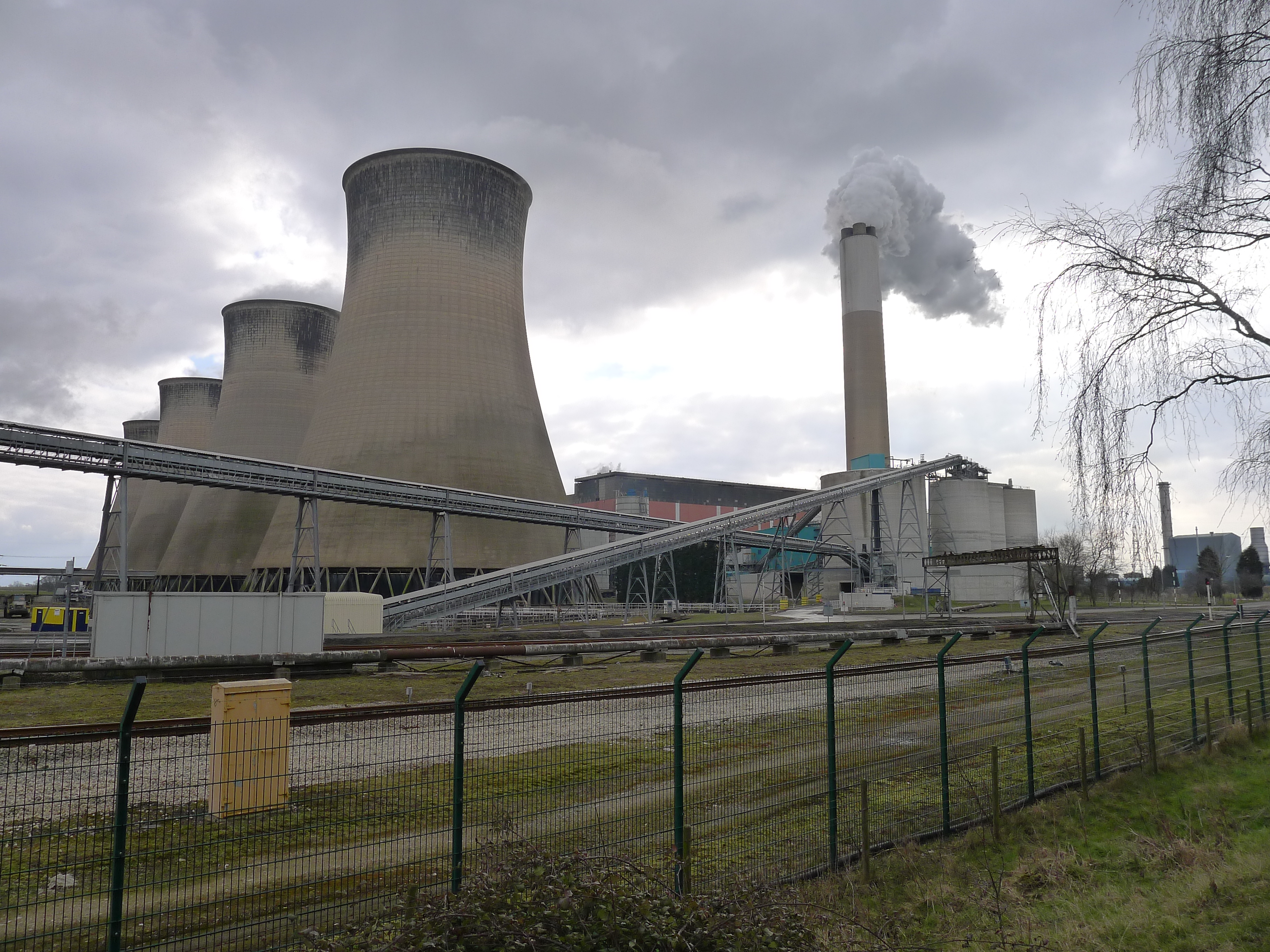
透過徵收生態稅將有助於政府，以管理產業直接或是間接產生的污染。

此原則是徵收生態稅等環境政策的基礎，經由政府頒布後付諸實施，可阻止並能實際上減少溫室氣體排放。這項原則所根據的事實是雖然污染無法避免，但對造成污染的個人或產業，他們必須支付一定的費用來將受污染的環境復原。

### 澳大利亞
澳大利亞新南威爾斯州已將污染者自負原則與生態永續發展相關要求納入該州環保局（NSW Environment Protection Authority (EPA)）的目標。

### 加拿大
加拿大能源管理局要求石油公司必須為油外洩造成的所有環境影響支付費用。這項命令要求石油公司賠償損失，無論洩漏是否是他們所造成。

### 中國
中國也實施污染者自負原則，將其作為環境法律制度中的一項重要工具，並已邁出重要的一步。然而有研究報告認為中國在實施時存在一個關鍵性的不足，即中國沒支持建立一獨立的第三方查核制度，以對污染企業的監測和報告作核實，而查核仍由政府自己執行。因而建議該國政府應培養合格的核實產業，以達公平及良好治理的目標。

### 歐盟
《歐洲聯盟運作條約》以及歐洲議會和歐盟高峰會於2004年4月21日發佈關於環境責任的指令2004/35/EC中，規定污染者自負原則，涉及環境破壞的預防和補救即基於此原則制定。該指令於2004年4月30日生效，成員國將在三年內將該指令納入國內法案，所有成員國於2010年7月均已完成這項工作。

### 法國
法國的《環境憲章》載有污染者自負原則（第4條）：每個人均須在法律規定的條件下為他或她對環境造成的任何損害承擔責任。}}

### 迦納
迦納於2011年採用污染者自負原則。

### 日本
根據一份於1998年發表的研究報告，日本在1970年代初期為應對重金屬和多氯聯苯(PCB) 等長期累積污染物而實施污染者自負原則。這種做法被評估為該國一項獨有的政策。針對累積性重金屬污染的案例來看，落實污染者自負原則的成效僅算部分成功（在防治污染、修復受污染土壤以及清除累積重金屬方面污染者自負原則僅取得部分成效）。出於各種原因，公共資金（由中央政府和地方當局提供補貼）被用来取代污染者自負原則，與在美國發生的有類似的情況（參見下述美國"實施局限性"一節）。

### 瑞典
在瑞典，污染者自負原則也稱為生產者延伸責任（EPR）。此概念可能是由該國學者托馬斯·林德赫維斯特於1990年首次為瑞典政府所提出。 EPR的目的為將處理廢棄物的責任從政府（以及納稅人和整個社會）轉移到產生廢棄物的實體。實際上，此概念將廢棄物處理成本內化到產品成本中，理論上表示生產商將改善產品的廢棄物產生模式，減少廢棄物，並增加再利用和回收的可能性。
經合組織將生產者延伸責任定義為：
產品的製造商和進口商應對其產品在整個生命週期中對環境的影響承擔重大責任，包括在上游選擇材料的影響、製造商生產過程中的影響和在下游使用和處置的影響。生產者在設計產品時應承擔責任，最大限度減少產品在生命週期中對環境的影響，並為無法透過設計消除的環境影響承擔法律、物理或社會經濟責任。

### 中華民國
根據中華民國的"環境基本法"第4條: 1.)國民、事業及各級政府應共負環境保護之義務與責任。2.)環境污染者、破壞者應對其所造成之環境危害或環境風險負責，3.)前項污染者、破壞者不存在或無法確知時，應由政府負責。已確立污染者自負原則，而在污染者/破壞者不存在或無法確知時，才由政府負責。

### 英國
英國《1990年環境保護法》第IIA部分確立污染者自負原則。 該原則後來得到2009年環境損害 （預防和修復） 條例(英格蘭適用) 和2009年環境損害 (預防和修復) (威爾斯) 條例（威爾斯適用） 的進一步強化。

### 美國
美國所有主要污染控制法均採用此原則：《清潔空氣法》、《清潔水法》、《資源保護與回收法》（即固體廢棄物和危險廢棄物管理）、和超級基金法（清理受廢棄物污染的場址）。
基於污染者自負原則的生態稅有：
- 機動車高油耗稅（包含於美國能源稅法（英语：Energy Tax Act）中）
- 企業平均燃油經濟性標準（英语：orporate Average Fuel Economy）（CAFE），是種具有污染者自負原則性質的罰款。
- 超級基金法要求被認定的污染者必須支付危險廢棄物場址的清理費用。[21]

#### 實施局限性
美國國家環境保護局 (EPA) 發現污染者自負原則在美國法律和計畫中通常並未充分施行。例如在淨化飲用水和污水處理服務方面有提供補貼，且在全面評估污染者處理成本的機制方面有不足之處。

### 辛巴威
《2002年辛巴威環境管理法》禁止向環境排放污染物。根據"污染者支付原則"，污染者須承擔淨化污染環境的費用。

## 國際環境法
於1992年發佈的《里約環境與發展宣言》（由聯合國環境與發展會議在1992年發表的簡短文件）中第16原則提出此一點。

## 例外 - 可不予追究的無知
如果在污染發生之前並沒人會預料到某種類型的污染會帶來危害，此時污染者自負原則的適用性就會受到質疑。氣候變化科學史所顯示的案例是工業化國家在科學界意識到，或就其危險性達成共識之前，就已將大量二氧化碳排放進入大氣層內。

## 延伸閱讀
- International Law and Naval War: The Effect of Marine Safety and Pollution Conventions during International Armed Conflict, by Dr. Sonja Ann Jozef Boelaert-Suominen (December 2000).
- Doswald-Beck, ICRC Review (1997), No. 316, 35–55; Greenwood, ibid., 65–75.

Template:Industrial ecology